# 1. Fußball- und Sportverein Mainz 05 1974-1975
Questa voce raccoglie le informazioni riguardanti il 1. Fußball- und Sportverein Mainz 05 nelle competizioni ufficiali della stagione 1974-1975.

## Stagione
Nella stagione 1974-1975 il Magonza, allenato da Uwe Klimaschefski, Gerd Higi e Gerd Menne, concluse il campionato di 2. Bundesliga al 11º posto. In Coppa di Germania il Magonza fu eliminato al secondo turno dal St. Pauli.

## Rosa
| N. |                     | Ruolo | Calciatore          |
| -- | ------------------- | ----- | ------------------- |
|    | Germania (bandiera) | P     | Wolfgang Kneib      |
|    | Germania (bandiera) | P     | Wolfgang Orben      |
|    | Germania (bandiera) | D     | Harald Kiss         |
|    | Germania (bandiera) | D     | Herward Koppenhöfer |
|    | Germania (bandiera) | D     | Willi Löhr          |
|    | Germania (bandiera) | D     | Hans-Jürgen Richter |
|    | Germania (bandiera) | D     | Jürgen Rohmer       |
|    | Germania (bandiera) | D     | Günther Rybarczyk   |
|    | Germania (bandiera) | D     | Herbert Scheller    |
|    | Germania (bandiera) | D     | Helmut Zahn         |
|    | Germania (bandiera) | C     | Paul Göppl          |
|    | Germania (bandiera) | C     | Franz-Peter März    |

| N. |                     | Ruolo | Calciatore        |
| -- | ------------------- | ----- | ----------------- |
|    | Germania (bandiera) | C     | Gerd Schmidt      |
|    | Germania (bandiera) | C     | Gerd Schwickert   |
|    | Austria (bandiera)  | A     | Erwin Hohenwarter |
|    | Germania (bandiera) | A     | Gerd Klier        |
|    | Germania (bandiera) | A     | Siegfried Köstler |
|    | Germania (bandiera) | A     | Karl-Heinz Mähn   |
|    | Germania (bandiera) | A     | Bodo Martens      |
|    | Germania (bandiera) | A     | Werner Nickel     |
|    | Germania (bandiera) | A     | Manfred Nimführ   |
|    | Germania (bandiera) | A     | Herbert Renner    |
|    | Germania (bandiera) | A     | Willi Ritz        |

## Organigramma societario
Area tecnica
- Allenatore: Gerd Menne
- Allenatore in seconda:
- Preparatore dei portieri:
- Preparatori atletici:

## Calciomercato

### Sessione estiva
| Acquisti | Acquisti            | Acquisti        | Acquisti |
| R.       | Nome                | da              | Modalità |
| -------- | ------------------- | --------------- | -------- |
| D        | Herward Koppenhöfer | Hertha Berlino  |          |
| A        | Siegfried Köstler   | St. Pauli       |          |
| C        | Franz-Peter März    | FSV Francoforte |          |
| A        | Werner Nickel       | St. Pauli       |          |
| D        | Helmut Zahn         | Weinheim        |          |

| Cessioni | Cessioni       | Cessioni            | Cessioni |
| R.       | Nome           | a                   | Modalità |
| -------- | -------------- | ------------------- | -------- |
| D        | Friedhelm Aust | Hassia Bingen       |          |
| C        | Jürgen Janz    | Röchling Völklingen |          |
| A        | Manfred Kipp   | Hassia Bingen       |          |
| C        | Torben Nielsen | Pirmasens           |          |
| C        | Peter Scherer  | FVgg. Kastel 06     |          |

### Sessione invernale
| Acquisti | Acquisti   | Acquisti             | Acquisti |
| R.       | Nome       | da                   | Modalità |
| -------- | ---------- | -------------------- | -------- |
| A        | Willi Ritz | Alemannia Aquisgrana |          |

| Cessioni | Cessioni | Cessioni | Cessioni |
| R.       | Nome     | a        | Modalità |
| -------- | -------- | -------- | -------- |

## Risultati

### 2. Bundesliga

#### Girone di andata
| Arbitro: | Huster |

|                      |           |  |
| Renner 19’ Klier 27’ | Marcatori |  |

| Arbitro: | Messmer |

|                                    |           |  |
| Sturz 39’ Nüssing 69’ Petrovic 81’ | Marcatori |  |

| Arbitro: | Luca |

|            |           |                 |
| Nickel 43’ | Marcatori | 83’ Duttenhofer |

| Arbitro: | Haselberger |

|            |           |                                    |
| Keller 21’ | Marcatori | 13’ Köstler 47’ Klier 80’ Scheller |

| Arbitro: | Kollmann |

|  |           |           |
|  | Marcatori | 75’ Vogel |

| Arbitro: | Leonhard |

|           |           |                 |
| Spohr 46’ | Marcatori | 23’ Hohenwarter |

| Arbitro: | Linn |

|                                 |           |  |
| Renner 48’ Klier 63’ Nickel 66’ | Marcatori |  |

| Arbitro: | Engelhardt |

|                 |           |           |
| Krauth 32’, 81’ | Marcatori | 56’ Klier |

| Arbitro: | Sinnewe |

|          |           |                          |
| Klier 5’ | Marcatori | 43’ Emmerich 79’ Aumeier |

| Arbitro: | Riegg |

|             |           |                      |
| Drexler 20’ | Marcatori | 72’ März 88’ Köstler |

| Arbitro: | Dellwing |

|                                        |           |                          |
| Ludwig 23’ Lenz 27’ (rig.), 46’ (rig.) | Marcatori | 36’ Schwickert 44’ Klier |

| Arbitro: | Hontheim |

|            |           |                 |
| Renner 80’ | Marcatori | 50’, 67’ Fazlić |

| Arbitro: | Dreher |

|                            |           |                                                       |
| Hartmann 6’ Spankowski 40’ | Marcatori | 32’, 48’ Renner 53’ Hohenwarter 72’ Köstler 73’ Göppl |

| Arbitro: | Kollmann |

|                                      |           |                          |
| Unger 29’ (aut.) Scheller 84’ (rig.) | Marcatori | 2’ Heubeck 4’, 83’ Unger |

| Arbitro: | Walther |

|                         |           |                         |
| Potschak 60’ Renner 64’ | Marcatori | 56’ Scheller 66’ Renner |

| Arbitro: | Hoch |

|                                             |           |  |
| März 1’ Hohenwarter 29’ Scheller 39’ (rig.) | Marcatori |  |

| Augusta 30 novembre 1974, ore 15:00 CET 17ª giornata | Augusta    | 0 – 0 referto | Magonza | Rosenaustadion (6 500 spett.)\| Arbitro: \| Pfleiderer \| |
| Arbitro:                                             | Pfleiderer |               |         |                                                           |

| Arbitro: | Eichhorn |

|                   |           |                             |
| Frey 47’ Weil 87’ | Marcatori | 35’ Köstler 85’ Hohenwarter |

| Arbitro: | Morschett |

|                                                  |           |                      |
| Hohenwarter 2’ Renner 60’ Fetkenheuer 77’ (aut.) | Marcatori | 55’, 64’ Fetkenheuer |

#### Girone di ritorno
| Arbitro: | Engelhardt |

|                          |           |                          |
| Zapf 4’ Lippert 15’, 38’ | Marcatori | 65’, 74’ Klier 85’ Göppl |

| Arbitro: | Biwersi |

|                        |           |  |
| Göppl 33’ Scheller 72’ | Marcatori |  |

| Arbitro: | Hofmeister |

|                        |           |              |
| Schrodt 25’ Sebert 66’ | Marcatori | 6’ Rybarczyk |

| Arbitro: | Antz |

|                 |           |                      |
| Hohenwarter 26’ | Marcatori | 43’, 45’, 89’ Keller |

| Arbitro: | Riegg |

|                             |           |          |
| Berger 4’, 38’ Hoffmann 35’ | Marcatori | 17’ Ritz |

| Arbitro: | Hautz |

|            |           |  |
| Renner 69’ | Marcatori |  |

| Arbitro: | Kettenbach |

|             |           |                 |
| Schmidt 53’ | Marcatori | 67’ (aut.) Ertz |

| Arbitro: | Engelhardt |

|          |           |                        |
| Ritz 41’ | Marcatori | 26’ Seiler 67’ Beichle |

| Schweinfurt 23 marzo 1975, ore 15:00 CET 28ª giornata | Schweinfurt 05 | 0 – 0 referto | Magonza | Sachs-Stadion (7 000 spett.)\| Arbitro: \| Eichhorn \| |
| Arbitro:                                              | Eichhorn       |               |         |                                                        |

| Arbitro: | Luca |

|           |           |  |
| Klier 24’ | Marcatori |  |

| Arbitro: | Klauser |

|                            |           |                                                  |
| Hohenwarter 42’ Renner 56’ | Marcatori | 6’, 22’ Pankotsch 32’ Ludwig 50’ Lenz 73’ Diener |

| Arbitro: | Schröder |

|                     |           |                                 |
| Denz 22’ Magath 60’ | Marcatori | 9’ Klier 64’ (rig.) Hohenwarter |

| Arbitro: | Leist |

|                 |           |              |
| Hohenwarter 75’ | Marcatori | 15’ Hartmann |

| Arbitro: | Schmoock |

|           |           |  |
| Unger 33’ | Marcatori |  |

| Arbitro: | Antz |

|          |           |  |
| März 80’ | Marcatori |  |

| Arbitro: | Scheffner |

|                                          |           |           |
| Sichmann 65’ Breuer 81’, 83’ Liedtke 90’ | Marcatori | 74’ Klier |

| Arbitro: | Schumann |

|                                          |           |                              |
| Scheller 17’ Hohenwarter 23’ Köstler 48’ | Marcatori | 21’ Walleitner 85’ Schneider |

| Arbitro: | Huster |

|                                              |           |          |
| Hohenwarter 4’ Scheller 20’, 61’ Martens 68’ | Marcatori | 74’ Frey |

| Arbitro: | Langhans |

|               |           |                                     |
| Dier 38’, 43’ | Marcatori | 37’ Hohenwarter 47’ März 70’ Nickel |

### Coppa di Germania
| Arbitro: | Kindervater |

|  |           |                        |
|  | Marcatori | 101’ (aut.) Altendorff |

| Arbitro: | Gabor |

|                                                                             |           |                            |
| Bone 9’ Wenzel 13’, 30’ Wohlers 16’ Neumann 74’, 78’ Petersen 76’ Kulka 84’ | Marcatori | 19’ März 73’, 88’ Scheller |

## Statistiche

### Statistiche di squadra
| Competizione      | Punti | In casa | In casa | In casa | In casa | In casa | In casa | In trasferta | In trasferta | In trasferta | In trasferta | In trasferta | In trasferta | Totale | Totale | Totale | Totale | Totale | Totale | DR |
| Competizione      | Punti | G       | V       | N       | P       | Gf      | Gs      | G            | V            | N            | P            | Gf           | Gs           | G      | V      | N      | P      | Gf     | Gs     | DR |
| ----------------- | ----- | ------- | ------- | ------- | ------- | ------- | ------- | ------------ | ------------ | ------------ | ------------ | ------------ | ------------ | ------ | ------ | ------ | ------ | ------ | ------ | -- |
| 2. Bundesliga     | 38    | 19      | 10      | 2       | 7       | 33      | 25      | 19           | 4            | 8            | 7            | 30           | 35           | 38     | 14     | 10     | 14     | 63     | 60     | +3 |
| Coppa di Germania | -     | 0       | 0       | 0       | 0       | 0       | 0       | 2            | 1            | 0            | 1            | 4            | 8            | 2      | 1      | 0      | 1      | 4      | 8      | -4 |
| Totale            | 38    | 19      | 10      | 2       | 7       | 33      | 25      | 21           | 5            | 8            | 8            | 34           | 43           | 40     | 15     | 10     | 15     | 67     | 68     | -1 |

### Andamento in campionato
| Giornata  | 1 | 2  | 3  | 4 | 5  | 6  | 7  | 8  | 9  | 10 | 11 | 12 | 13 | 14 | 15 | 16 | 17 | 18 | 19 | 20 | 21 | 22 | 23 | 24 | 25 | 26 | 27 | 28 | 29 | 30 | 31 | 32 | 33 | 34 | 35 | 36 | 37 | 38 |
| --------- | - | -- | -- | - | -- | -- | -- | -- | -- | -- | -- | -- | -- | -- | -- | -- | -- | -- | -- | -- | -- | -- | -- | -- | -- | -- | -- | -- | -- | -- | -- | -- | -- | -- | -- | -- | -- | -- |
| Luogo     | C | T  | C  | T | C  | T  | C  | T  | C  | T  | T  | C  | T  | C  | T  | C  | T  | T  | C  | T  | C  | T  | C  | T  | C  | T  | C  | T  | C  | C  | T  | C  | T  | C  | T  | C  | C  | T  |
| Risultato | V | P  | N  | V | P  | N  | V  | P  | P  | V  | P  | P  | V  | P  | N  | V  | N  | N  | V  | N  | V  | P  | P  | P  | V  | N  | P  | N  | V  | P  | N  | N  | P  | V  | P  | V  | V  | V  |
| Posizione | 3 | 12 | 11 | 8 | 10 | 12 | 11 | 10 | 11 | 9  | 12 | 12 | 11 | 12 | 12 | 10 | 11 | 10 | 10 | 10 | 8  | 10 | 10 | 11 | 11 | 10 | 11 | 11 | 9  | 11 | 13 | 12 | 12 | 12 | 12 | 12 | 11 | 11 |

Legenda:

Luogo: C = Casa; T = Trasferta. Risultato: V = Vittoria; N = Pareggio; P = Sconfitta.

### Statistiche dei giocatori
| Giocatore      | 2. Bundesliga | 2. Bundesliga | 2. Bundesliga | 2. Bundesliga | Coppa di Germania | Coppa di Germania | Coppa di Germania | Coppa di Germania | Totale   | Totale | Totale      | Totale     |
| Giocatore      | Presenze      | Reti          | Ammonizioni   | Espulsioni    | Presenze          | Reti              | Ammonizioni       | Espulsioni        | Presenze | Reti   | Ammonizioni | Espulsioni |
| -------------- | ------------- | ------------- | ------------- | ------------- | ----------------- | ----------------- | ----------------- | ----------------- | -------- | ------ | ----------- | ---------- |
| P. Göppl       | 32            | 3             | 2             | 0             | 1                 | 0                 | 0                 | 0                 | 33       | 3      | 2           | 0          |
| E. Hohenwarter | 36            | 12            | 3             | 0             | 2                 | 0                 | 0                 | 0                 | 38       | 12     | 3           | 0          |
| H. Kiss        | 0             | 0             | 0             | 0             | 0                 | 0                 | 0                 | 0                 | 0        | 0      | 0           | 0          |
| G. Klier       | 34            | 11            | 0             | 0             | 2                 | 0                 | 0                 | 0                 | 36       | 11     | 0           | 0          |
| W. Kneib       | 30            | 0             | 1             | 0             | 1                 | 0                 | 0                 | 0                 | 31       | 0      | 1           | 0          |
| H. Koppenhöfer | 35            | 0             | 2             | 0             | 2                 | 0                 | 1                 | 0                 | 37       | 0      | 3           | 0          |
| S. Köstler     | 35            | 5             | 4             | 0             | 2                 | 0                 | 1                 | 0                 | 37       | 5      | 5           | 0          |
| W. Löhr        | 23            | 0             | 4             | 0             | 2                 | 0                 | 0                 | 0                 | 25       | 0      | 4           | 0          |
| B. Martens     | 6             | 1             | 0             | 0             | 0                 | 0                 | 0                 | 0                 | 6        | 1      | 0           | 0          |
| K. Mähn        | 0             | 0             | 0             | 0             | 0                 | 0                 | 0                 | 0                 | 0        | 0      | 0           | 0          |
| F. März        | 33            | 4             | 2             | 0             | 2                 | 1                 | 0                 | 0                 | 35       | 5      | 2           | 0          |
| W. Nickel      | 25            | 3             | 0             | 0             | 2                 | 0                 | 1                 | 0                 | 27       | 3      | 1           | 0          |
| M. Nimführ     | 0             | 0             | 0             | 0             | 0                 | 0                 | 0                 | 0                 | 0        | 0      | 0           | 0          |
| W. Orben       | 9             | 0             | 0             | 0             | 1                 | 0                 | 0                 | 0                 | 10       | 0      | 0           | 0          |
| H. Renner      | 29            | 9             | 5             | 0             | 2                 | 0                 | 0                 | 0                 | 31       | 9      | 5           | 0          |
| H. Richter     | 25            | 0             | 2             | 0             | 1                 | 0                 | 0                 | 0                 | 26       | 0      | 2           | 0          |
| W. Ritz        | 15            | 2             | 2             | 0             | 0                 | 0                 | 0                 | 0                 | 15       | 2      | 2           | 0          |
| J. Rohmer      | 2             | 0             | 0             | 0             | 0                 | 0                 | 0                 | 0                 | 2        | 0      | 0           | 0          |
| G. Rybarczyk   | 20            | 1             | 1             | 0             | 0                 | 0                 | 0                 | 0                 | 20       | 1      | 1           | 0          |
| H. Scheller    | 30            | 8             | 4             | 1             | 2                 | 2                 | 0                 | 0                 | 32       | 10     | 4           | 1          |
| G. Schmidt     | 25            | 0             | 3             | 0             | 2                 | 0                 | 1                 | 0                 | 27       | 0      | 4           | 0          |
| G. Schwickert  | 23            | 1             | 3             | 0             | 1                 | 0                 | 0                 | 0                 | 24       | 1      | 3           | 0          |
| H. Zahn        | 8             | 0             | 0             | 0             | 0                 | 0                 | 0                 | 0                 | 8        | 0      | 0           | 0          |